# Parapuzosia
Genre
Parapuzosia est un genre éteint d'ammonites géantes ayant vécu au Crétacé supérieur du Turonien au Campanien, c'est-à-dire il y a environ entre 94 et 72 Ma (millions d'années).
Parmi les espèces rattachées au genre, seule la coquille de Parapuzosia seppenradensis dépasse les 2,50 mètres de diamètre et détient ainsi le titre de la plus grande ammonite connue. Les autres espèces mesurent entre 0,5 et 1 mètre de diamètre.

## Systématique
Le genre Parapuzosia a été créé en 1913 par le géologue et paléontologue polonais Jan Nowak (d) (1880-1940),. Le nom Parapuzosia créé par Jan Nowak provient de trois racines : le grec παρά para, « comme, semblable à… » et le slave balkanique пужο en français poujo mais en anglais pužo « escargot » et ocя osia « essieu, axe », le tout signifiant « à axe hélicoïdal ».

## Liste d'espèces

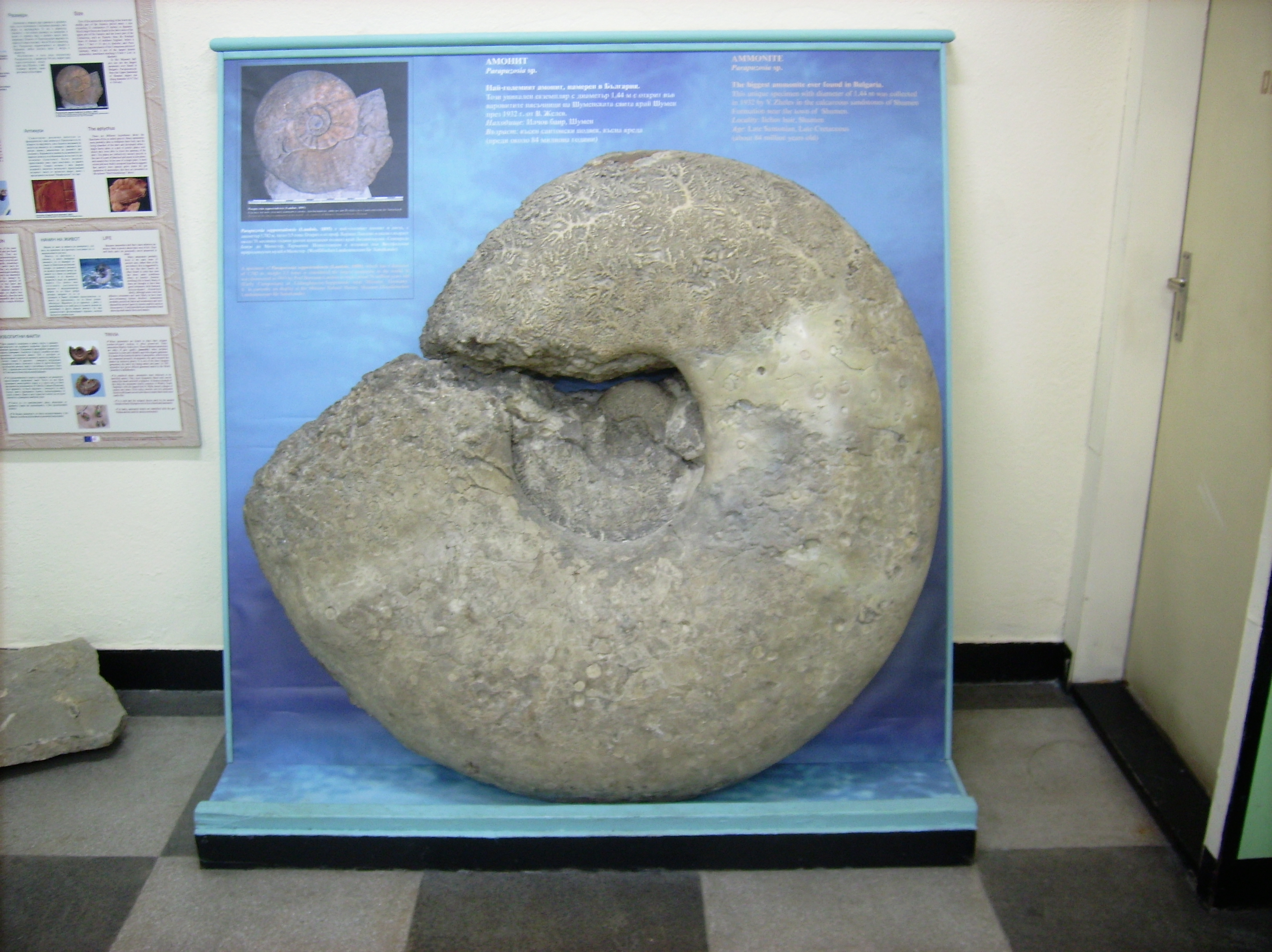
Une ammonite Parapuzosia au Muséum de Sofia (Bulgarie).

- Parapuzosia americana (Scott & Moore, 1928)
- Parapuzosia boesei (Scott & Moore, 1928)
- Parapuzosia bradyi (Miller & Youngquist, 1946)
- Parapuzosia corbarica (Grossouvre, 1894)
- Parapuzosia seppenradensis (Landois, 1895)

## Publication originale
- (de) Jan Nowak, « Badania w zakresie głowonogów z górnej kredy w Polsce. Część III. - Untersuchungen über die Cephalopoden der oberen Kreide in Polen. III. Teil. », Bulletin international de l'Académie des sciences de Cracovie. Classe des sciences mathématiques et naturelles., Cracovie, Inconnu, vol. 1913,‎ 2 juin 1913, p. 335-415 (ISSN 1897-0176, OCLC 1587625, lire en ligne).